# Эдельхаген, Курт
Курт Эдельхаген (нем. Kurt Edelhagen; 5 июня 1920, Бёрниг, ныне в составе Херне — 8 февраля 1982, Кёльн) — немецкий музыкант, дирижёр, руководитель одноимённого биг-бэнда.
В 1937—1941 гг. изучал фортепиано и дирижирование в Школе музыки, танца и речи Фолькванг в Эссене, первоначально планируя посвятить себя академической музыке. В связи с военными обстоятельствами вынужден был после окончания консерватории поступить на службу кларнетистом в военный оркестр, расквартированный в оккупированной Франции.
После демобилизации в 1945 г. основал джазовое трио, игравшее для британских солдат, позднее и для местной публики. а через год — биг-бэнд. Выступал с этим оркестром на радиостанции во Франкфурте-на-Майне, затем в течение трёх лет, начиная с 1949 года, руководил Bayerischer Rundfunk в Нюрнберге. С 1952 по 1957 год он возглавлял биг-бэнд Südwestfunk. В 1954 году принимал участие в Концерте для джаз-банда и оркестра организованного Рольфом Либерманом (Rolf Libermann). Три года спустя начал руководить биг-бендом радиостанции Westdeutscher Rundfunk (WDR) в Кёльне. Среди участников оркестра были Душко Гойкович (сербск. Duško Gojković) и Джиггс Уигэм (англ. Jiggs Whigham). В 1960-е оркестр гастролировал в Восточной Германии, Чехословакии и некоторых арабских странах. В 1964 г. оркестр под его управлением посетил СССР, где его выступления были тепло приняты. Его оркестр играл на церемонии открытия мюнхенской Олимпиады 1972 года. С его оркестром выступали много известных артистов — Петер Александер (Peter Alexander), Алис Бабс (швед. Alice Babs, шведская вокалистка, по мнению Дюка Эллингтона (Duke Ellington), «мечта любого композитора»), Билл Хейли (Bill Haley), Биби Джонс (Bibi Johns), Хильдегард Кнеф (нем. Hildegard Frieda Albertine Knef), Эвелин Кюннеке (нем. Evelyn Künneke), Пауль Кун (нем. Paul Kuhn), Гита Линд (нем. Gitta Lind), Анджелина Монти (нем. Angelina Monti), Фредди Квин (Freddy Quinn) и Катери́на Вале́нте (итал. Caterina Valente), Вольфганг Зауэр (Wolfgang Sauer) и другие.